# Sternwarte Riesa

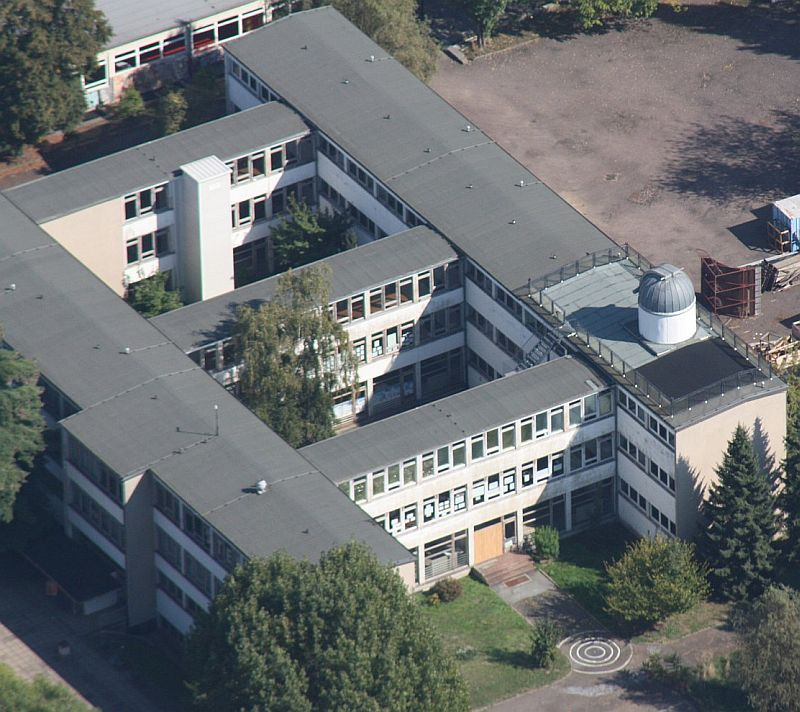
Altes Luftbild der Sternwarte Riesa

Die Sternwarte Riesa ist eine von der Stadt Riesa (Sachsen) und den Sternfreunden Riesa betriebene Sternwarte. Sie befindet sich im Riesaer Ortsteil Weida.

## Geschichte
Die Sternwarte Riesa wurde 1969/1970 als Schulsternwarte nachträglich auf dem bereits gebauten Gebäude errichtet. Das ursprüngliche Instrumentarium der Sternwarte Riesa waren ein 6-Zoll-Spiegelteleskop von Carl Zeiss Jena auf einer ZEISS-1B-Montierung in der Sternwartenkuppel sowie mehrere Zeiss-Telementoren. Im Jahr 1989/90 wurde die Sternwarte durch engagierte Bürger vor dem Verfall bewahrt. 1996 bekam die Sternwarte ein modernes 30-cm-Schmidt-Cassegrain-Spiegelteleskop, das erst privat finanziert und später städtisch wurde.
Seit dieser Zeit wird die Sternwarte vorwiegend durch ehrenamtliche Amateurastronomen der Region betrieben und teilweise auch als Gästesternwarte genützt.
Mit der Vereinsgründung des „Sternwarte Riesa e.V.“ konnte die Sternwarte ein neues aktives Kapitel aufschlagen und sich noch aktiver in die Kulturarbeit in der Stadt engagieren.
Vor allem Schulklassen, Kindergruppen, Familien und Touristen nutzen die vielfältigen Angebote der Sternwarte und buchen gern Führungen, Vorträge und Beobachten. Regelmäßig werden sog. „Astronomiewochen“ seit 2006 veranstaltet, in denen die Sternwarte an allen Tagen 24 Stunden lang geöffnet ist. Dazu finden neben den Führungen und Beobachtungen auch Workshops und Vorträge statt.
Die Sternwarte hat seit 2009 auch regelmäßige Öffnungszeiten und kann somit jederzeit besucht werden.
Hauptarbeitsinteressen der Sternwarte Riesa sind vor allem die Astrofotografie, Planeten, Mond, Sonnenaktivität, Deep Sky Objekte (Galaxien, Gasnebel, Sternhaufen), atmosphärische und Wettererscheinungen, Kometen, Sonnen- und Mondfinsternisse. Auch die Satelliten und Raumstationen am Abend- und Nachthimmel werden dokumentiert. Wenn nicht selbst beobachtet wird, dann widmet sich die Sternwarte vor allem der Öffentlichkeitsarbeit im kulturellen, touristischen und vor allem schulischen Bereich. Doch auch interne Projekte und Workshops werden durchgeführt.
Die Sternwarte Riesa ist Mitglied in der „Vereinigung der Sternfreunde“ VdS. Diese veranstaltet seit 2003 den Deutschlandweiten Astronomietag, an dem die Sternwarte Riesa von Anfang an als Veranstalter mit beteiligt ist. Weitere regelmäßigen Projekte sind z. B. die Sternenschnuppennächte in Frühling, Sommer und Winter, Vortragsabende, die Woche der Sonne, Kinderfeste am 1. Juni, Beobachtungsabende mit der Jugendherberge Strehla in der Schulsternwarte Strehla, Reiseberichte von Sonnenfinsternissen und Raumfahrtereignissen und auch regelmäßige „Tage der offenen Tür“.
Im Jahre 2006 gründete die Sternwarte das „STT – Sächsisches Teleskoptreffen“, das sich auch unter dem Namen „Sommernachtsteleskoptreffen“ zunehmend beliebt macht. Jedes Jahr im Juni rufen die Veranstalter die sächsischen und alle interessierten Vereine, Sternwarten und Privatpersonen zu diesem Treffen auf, sich einzufinden. Austausch, Geselligkeit, Neuigkeiten und gemeinsame Aktionen zeichnen dieses Treffen seitdem aus. Immer mehr Teilnehmer folgen dem Aufruf und genießen in sommerlicher Atmosphäre das einmalige Flaire im Herzen Sachsens. Neben Beobachtungen, Vereins- und Technikpräsentationen finden auch Vorträge und Workshops bei diesem Treffen statt. Dazu sind auch alle Teilnehmer stets aufgerufen, sich an diesen kulturellen Ereignissen rege mit einzubringen. Ziel ist es, dass sich die Szene bei dem Treffen näher und überhaupt kennenlernen kann. Somit werden Austausch und Entwicklung entscheidend gefördert.
Seit Sommer 2009 ist die Sternwarte Riesa auch mit der Organisation der „Kinderuniversität Riesa“ beschäftigt. Das 2006 an der „Management Akademie Riesa“ gegründete Projekt drohte aufgelöst zu werden und für immer zu verschwinden. Der „Sternwarte Riesa e.V.“ entwarf dazu ein neues Konzept und begann kurze Zeit später mit den ersten Vorlesungen. So werden verschiedene Themen interessant und kindgerecht dargeboten und den Teilnehmern wird mit einem kleinen Diplom die Teilnahme bescheinigt. Auch prominente Dozenten, wie z. B. der deutsche Astronaut Ernst Messerschmid waren zu Gast bei der Riesaer Kinderuniversität.
Die Bildung der Kinder und Jugendlichen liegt den Betreibern der Sternwarte Riesa sehr auf dem Herzen und das spürt man in den dortigen Angeboten für Jung und Alt. Mit sehr viel Liebe zum Detail und den Inhalten geht man auf die Besucher der Sternwarte ein und nimmt diese mit auf eine Reise zu den unendlichen Weiten der Sterne.

## Verein
An der Sternwarte Riesa ist der Verein „Sternwarte Riesa e.V.“ ansässig, dieser betreibt die Sternwarte mit Hilfe ehrenamtlicher Mitglieder. Der Verein wurde am 28. Oktober 2007 mit 18 Mitgliedern offiziell gegründet. Doch die Arbeit des Vereines begann schon weit vor der Gründung und Eintragung Mitte der 1990er Jahre.
Der „Sternwarte Riesa e.V.“ ist als gemeinnützig anerkannte Einrichtung in der Stadt Riesa seit der Gründung tätig.
Bis 2009 zählte der Verein bereits über 60 Mitglieder aller Altersklassen und heterogen. Mitglied kann jeder werden, denn es gibt sowohl die Möglichkeit als Fördermitglied, als auch als aktives Mitglied beizutreten. Somit kann jeder nach seinen Möglichkeiten die Arbeit für die Astronomie unterstützen: finanziell, ideell und personell.
Bevor der Verein gegründet wurde, kümmerten sich engagierte Bürger aus reinem privaten Budget heraus um diese Einrichtung und halfen dabei, den Verfall zu stoppen. Seit Anfang der 1990er Jahre wurden regelmäßig öffentliche Veranstaltungen über eine Schul-AG „Astronomie und Raumfahrt“ und den Sternwartenleitern organisiert. Als 2007 das Gymnasium das Gebäude verließ, war eine neue juristische Plattform nötig: ein Verein.
Der nicht eingetragene Verein „Sternenfreunde Riesa“ existiert seitdem parallel weiter. Dies ist ein Zusammenschluss von Bürgerinnen und Bürgern der Region, die mit ihrer privaten Beobachtungstechnik außerhalb des Vereines Veranstaltungen und astronomische Beobachtungen planen und durchführen. Dies ermöglicht dem Verein eine ungeahnte Mobilität und Flexibilität bei allen Angeboten.